# Ezcároz – Ezkaroze
Ezcároz – Ezkaroze település Spanyolországban, Navarra autonóm közösségben. Ezcároz – Ezkaroze Ochagavía, Jaurrieta, Oronz-Orontze, Esparza, Vidángoz – Bidankoze és Uztárroz – Uztarroze községekkel határos. Lakosainak száma 304 fő (2024).

## Népesség
A település népessége az elmúlt években az alábbi módon változott:
| Lakosok száma | 369  | 363  | 352  | 347  | 340  | 329  | 319  | 306  | 308  | 304  |
|               | 2001 | 2004 | 2006 | 2009 | 2011 | 2014 | 2016 | 2019 | 2021 | 2024 |